# Peckoltia snethlageae
Peckoltia snethlageae är en fiskart som först beskrevs av Steindachner, 1911.  Peckoltia snethlageae ingår i släktet Peckoltia och familjen Loricariidae. Inga underarter finns listade i Catalogue of Life.